# لاين إس. داف
لاين إس. داف (بالإنجليزية: Iain S. Duff)‏ هو عالم حاسوب ورياضياتي ومهندس بريطاني، ولد في 5 يناير 1947 في غلاسكو في المملكة المتحدة، معروف بعمله في الأساليب العددية والبرمجيات لحل المشكلات باستخدام المصفوفات المتفرقة ، ولا سيما مكتبة مختبر هارويل. من 1986 إلى 2009 ، كان قائد مجموعة التحليل العددي في مختبر هارويل ، الذي انتقل في عام 1990 إلى مختبر رذرفورد أبليتون. وهو أيضًا قائد مشروع مجموعة الخوارزميات المتوازية في CERFACS في تولوز.